# Sierra del Eje
La sierra del Eje (en gallego: serra do Eixe) es una cadena montañosa de orientación NE-SO situada en el este de Galicia, a caballo entre los ayuntamientos de la Vega y Carballeda de Valdeorras. Forma parte del macizo de Peña Trevinca.

## Características

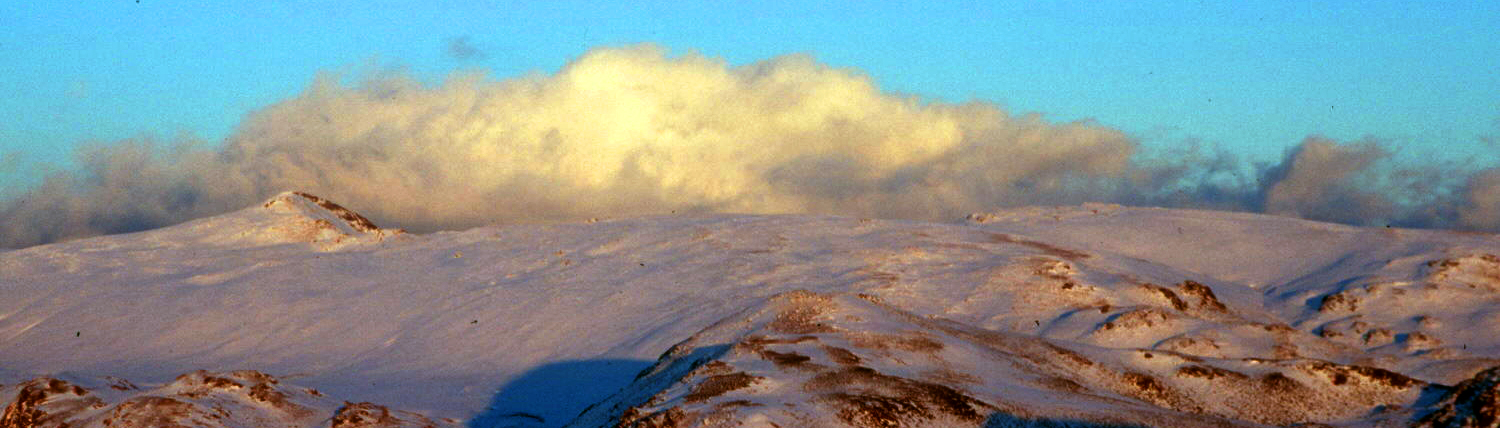
Vista del Monte Peña Trevinca, el pico más alto de la sierra del Eje.

En ella se encuentran las alturas más elevadas de Galicia: Peña Trevinca con 2127 m, Peña Negra con 2121 m, y Peña Surbia con 2116 m de altitud. Separa las cuencas del río Jares y del Sil. De un extraordinario interés natural, en ella está El Tejedal, espacio único en Europa y valles glaciares. La aldea de Jares es de un gran valor arquitectónico y etnográfico y padece un lamentable abandono. Parte de la Sierra está incluida cómo lugar de importancia comunitaria propuesto para la Red Natura 2000. Se encuentra muy dañada por explotaciones de pizarra y amenazada por la construcción de parques eólicos. Limita con el parque natural de Sanabria de la provincia de Zamora pero la Junta de Galicia carece de un proyecto de creación de un parque similar en el territorio gallego. Sin embargo sus atractivos propiciaron inversiones en turismo rural y de naturaleza y la declaración de la Vega como municipio turístico de Galicia.